# Tiny Vipers
Tiny Vipers, pseudonimo di Jesy Fortino (1983), è una cantautrice statunitense.

## Biografia
È una cantautrice acustica di Seattle, nello stato di Washington. Dopo aver iniziato come cantautrice convenzionale pop, a partire dall'album Hands Across the Void ha rapidamente sviluppato uno stile molto personale, un folk minimale con venature gotiche e atmosfere eteree, cantato con un timbro che ricorda a tratti Nico. Caratteristiche sono le esibizioni live, un flusso acustico che sembra improvvisato e continuo, dove si distingue appena quando una canzone finisce e inizia la successiva. Il suo ultimo album Life on Heart è stato pubblicato il 7 luglio 2009 su etichetta Sub Pop.

## Discografia
- 2004 – Tiny Vipers, EP (Luckyhorse Industries)
- 2007 – Hands Across the Void (Sub Pop)
- 2007 – Empire Prism, EP (Luckyhorse Industries)
- 2009 – Life on Earth' (Sub Pop)
- 2015 - Ambience3
- 2017 - Laughter
- 2022 - American Prayer